# Hawker Siddeley HS 748
El Hawker Siddeley HS 748, inicialmente Avro 748, es una aeronave de transporte de mediano y corto alcance, propulsada por dos motores turbohélice, fue diseñada por el fabricante británico Avro a fines de los años cincuenta del siglo pasado para reemplazar al DC-3 que tras haber prestado innumerables servicios se encontraba al final de su vida útil. Avro enfocó su diseño en lograr un avión versátil que pudiera ser utilizado en pistas cortas (STOL) y mal preparadas, el resultado fue un éxito comercial y finalmente se fabricaron trescientos ochenta de estas aeronaves en todas sus variantes a lo largo de veinticinco años, incluyendo alrededor de ochenta y cinco aparatos construidos bajo licencia en la India.

## Historia
El Avro 748 fue anunciado el 9 de enero de 1959 por la compañía Avro ubicada en Mánchester y subsidiaria del grupo Hawker Siddeley. Este diseño estuvo orientado a competir en el mercado de reemplazo del transporte DC-3.
El Avro 748 se pensó como un avión de línea alimentador (feederliner en inglés) para operar en rutas cortas o de enlace con las siguientes características:
- Diseño estructuralmente simple, robusto y ligero de fácil inspección y mantenimiento.
- Motores turbohélice Dart 514 de alta potencia y un tiempo de operación entre overhauls de dos mil horas. Con sistema de inyección automático de agua/metanol para lograr la máxima potencia en ambientes hot and high.[2]
- Tanque incorporado de quinientos cincuenta galones de combustible en cada una de la alas con sistema redundantes de bombeo.[2]
- Capacidad de operación en ambientes hot and high.[2]
- Capacidad de operación en pistas cortas STOL.[2]
- Capacidad de operación en pistas no preparadas.[2]
- Cabina espaciosa para alojar hasta cuarenta pasajeros.[2]
- Sistemas duplicados para control de la presión de aire; calefacción incluida y sistema de enfriamiento (aire acondicionado) opcional.[2]
- Tripulación de dos pilotos y un auxiliar de cabina.[2]
- dos mil horas de utilización anual.[2]
- Alcance de 1630 millas náuticas cargando 4200 libras.[2]

La publicidad de la época del grupo Hawker Siddeley resaltaba las bondades del Avro 748 meses antes de su entrada en producción en serie.

El reloj gira rápido con el Avro 748
El tiempo en tierra es tiempo perdido cuando la economía de la aerolínea depende de un rápido ciclo operativo. El Avro 748 ha sido diseñado como un avión de mantenimiento rápido y de bajo costo. 
Con características tales como freno de hélice del motor izquierdo, puertas de acceso delantera y trasera en el lado izquierdo, puerta independiente de equipaje en el lado derecho y escaleras plegables, el Avro 748 reduce el tiempo de parada un mínimo de tres minutos. 
Para solicitar los hechos y las cifras de este sobresaliente avión, escriba a: 
Hawker Siddeley Aviation
32 Duke Street, St. James's, Londres, S.W.1

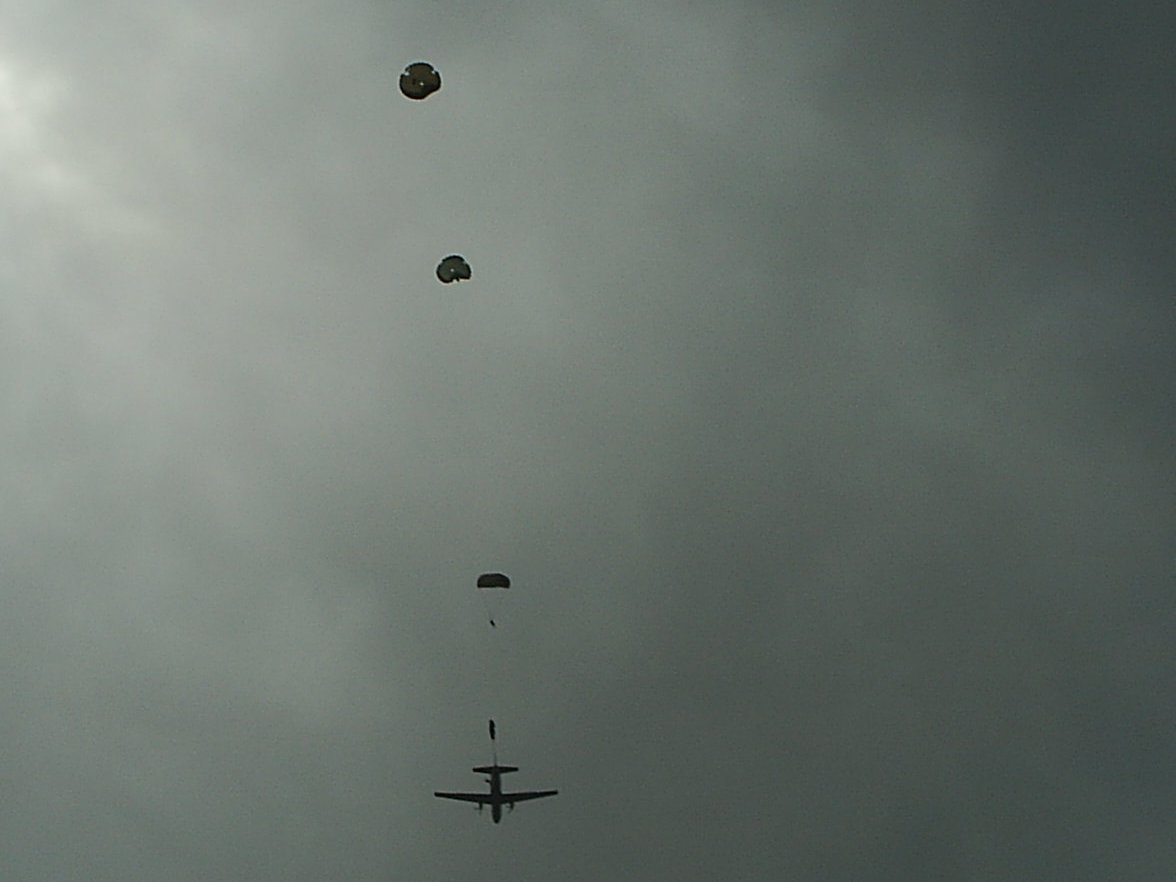
Avro 748 2A realizando lanzamiento de paracaidistas

A una corta Serie 1 de apenas diecisiete aparatos casi inmediatamente le siguió la Serie 2 con mejores motores y prestaciones, durante los años de producción, los fabricantes, Avro, Hindustan Aeronautics, Hawker Siddeley y finalmente British Aerospace ofrecieron al mercado mejoras al Tipo 748 conocidas sucesivamente como Serie 2A en 1967, Serie 2M en 1975, Serie 2B en 1977 y Super 748 en 1984 que equipados con cada vez mejores y más potentes motores esperaron cumplir las exigencias del cambiante mercado aeronáutico.

La versatilidad es una de las fortalezas del 748, por ejemplo es posible transformarlo rápidamente de avión de pasajeros a carga mediante el retiro de los asientos, algo que se podía hacer en 15 minutos un equipo de 6 hombres.
El 748 también fue y es utilizado como transporte VIP gubernamental (Presidencial) en distintos países del mundo tales como Argentina, Brunéi, Brasil, Chile, Corea del Sur, Ecuador,  Nepal,  Reino Unido, Tailandia, Tanzania, Venezuela y Zambia.

En el campo militar el uso dado al 748 incluía transporte de tropas y carga, lanzamiento de tropas paracaídistas, evacuación médica, guerra electrónica, patrulla marítima, entrenamiento de navegantes y pilotos, entre otros usos. Su historial de guerra incluye conflictos como la guerra civil de Sri Lanka y enfrentamientos fronterizos entre Ecuador y Perú en 1981 y en 1995.
El gobierno de la India se interesó por el 748 desde antes de que vuele el primer prototipo y lo fabricó bajo licencia a través de Hindustan Aeronautics que lo designó como HAL-748 y fue adquirido tanto por la Fuerza Aérea India como por la línea nacional India Airways.
Esta avión fue y es utilizado satisfactoriamente en entornos Hot and High como los Andes y los Himalayas.
La producción cesó definitivamente en 1986 para ser reemplazado por el avión BAe ATP que no tuvo en el mercado aeronáutico la misma aceptación que disfrutó su predecesor.
En la actualidad, diversas flotas del 748 permanecen en actividad alrededor del mundo, siendo estas muy significativas en India, Canadá y el Reino Unido.
El código OACI usado en plan de vuelo es A748.

## Desarrollo

### Prototipos
Se construyeron cuatro aviones prototipo, dos para pruebas estáticas y dos para pruebas de vuelo.   El primer prototipo con el número de serie 1534 fue matriculado como G-APZV y voló por primera vez el 24 de junio de 1960 pilotado por Jimmy Harrison, piloto de pruebas jefe de la Avro. El segundo prototipo con el número de serie 1535 fue matriculado como G-ARAY y voló por primera vez el 10 de abril de 1961, posteriormente, este mismo avión, se convirtió en el primer avión de la Serie 2 mediante la instalación de motores Rolls Royce R.Da.7 Mk. 530 de 1910 s.h.p. y voló así por primera vez el 6 de noviembre de 1961.

### Serie 1

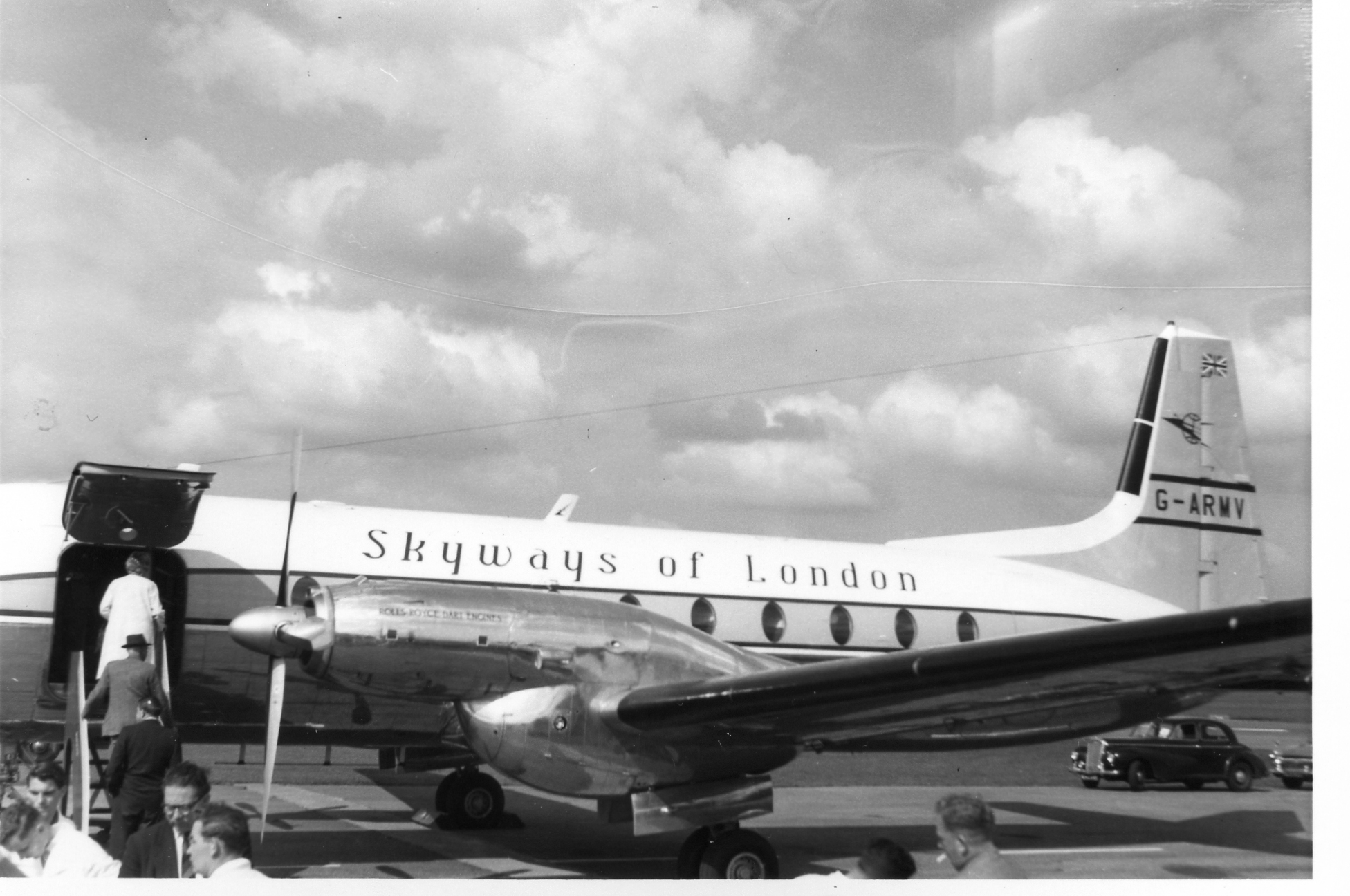
El tercer Serie 1 construido (c/n 1536) es exhibido en la muestra aérea de Farnborough el 9 de septiembre de 1961, para esa fecha el 748 todavía no había sido totalmente certificado por la autoridad aérea británica.

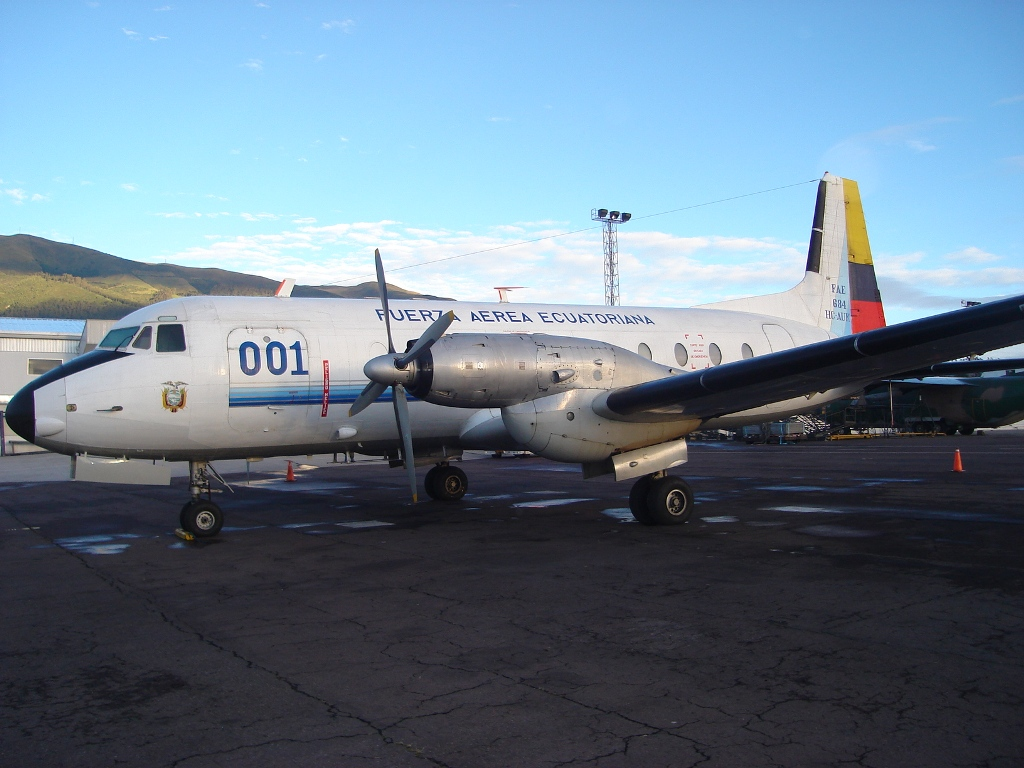
Avión Avro Serie 2A de la Fuerza Aérea Ecuatoriana, ya retirado. Particularmente esta aeronave fue el avión presidencial

Los aviones de esta serie estuvieron propulsados por dos motores turbohélice Rolls Royce Dart R.Da.6 Mk. 514 de 1880 e.s.h.p (1600 s.h.p.). El primer ejemplar de producción voló el 30 de agosto de 1961 y solo totalizaron diecisiete aviones producidos en el Reino Unido, los mismos que fueron distribuidos de la siguiente forma: doce para Aerolíneas Argentinas, tres para Skyways Coach-Air, uno para BKS y uno para Smiths Aviations Industries, además cuatro aviones Serie 1 fueron ensamblados por la Fuerza Aérea India para su propio uso.

### Serie 2
La Serie 2 entró en producción el 6 de noviembre de 1961 con un mayor peso al despegue ya que contaban con motores Dart R.Da.7 Mk.531 de 1910 shp, y se construyeron 198 unidades,  considerado uno de los diseños británicos más populares de la posguerra. Para julio de 1963 Avro había sido fusionada dentro de la corporación Hawker-Siddeley Group y por lo mismo el diseño fue designado como el H.S.748.

### Serie 2A
Introducido en 1967, contaban con motores Rolls Royce Dart R.Da.7 Mk.534-2 o Mk.535-2 de 2,230 shp, se produjeron 71 unidades de esta serie, Además muchos operadores actualizaron sus aviones Serie 2 a la Serie 2A mediante el cambio de motores.

### Serie 2B
Hawker Siddeley pasó a formar parte de British Aerospace el 29 de abril de 1977 y el modelo pasó a denominarse oficialmente BAe 748. La Serie 2B equipada con motores Rolls Royce Dart R.Da.7 Mk.536-2 se empezó a producir en 1977 hasta completar un total de veinticinco unidades.

### Super 748
La más avanzada variante 748, el Super 748, era una versión mejorada de la 2B y realizó su primer vuelo en julio de 1984. Incluía las mejoras de la 2B, y también contó con una cabina de mando modernizada, equipada con motores Dart Mk.552-2s de mejor eficiencia, nueva cocina y accesorios interiores.

### Producción en la India
El 748 Serie 1 y 2 fue producido bajo licencia en la India por la fábrica Hindustan Aeronautics (HAL) como el HAL 748. HAL construyó 89 aeronaves en la India, 72 para la Fuerza Aérea India y 17 para la Indian Airlines Corporation.

### Variantes militares
Las variantes militares de esta aeronave fueron:

#### Andover CC1. y Andover CC.2

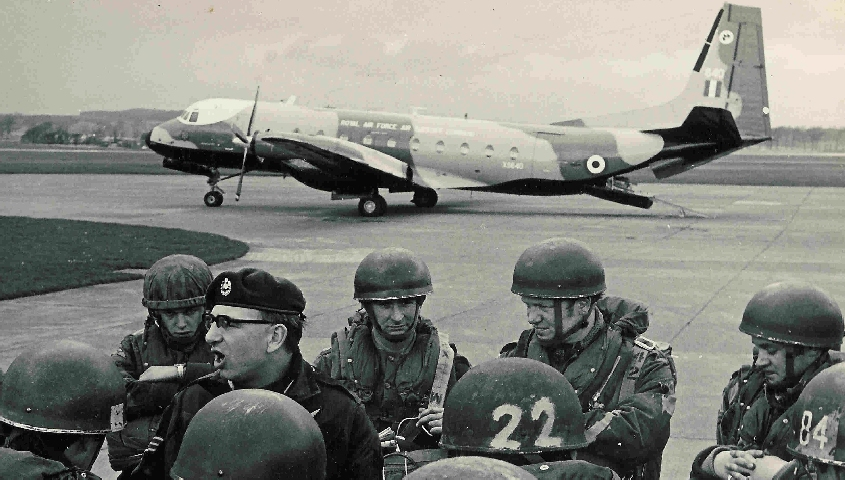
Avión HS-748 CC1 de la Real Fuerza Aérea Británica.

La Royal Air Force (Real Fuerza Aérea Británica -RAF-) solicitó una versión, conocida como Hawker Siddeley Andover, una modificación del HS 748 que consistía en un plano de cola elevado para acomodar una rampa retráctil de carga y también un tren de aterrizaje ajustable para poder inclinar la nave a fin de facilitar la carga y descarga trasera. También se conoció como Andover CC.2 al modelo HS 748 destinado para el transporte VIP en la RAF.

#### Coastguarder
Se diseñó una variante para patrulla marítima conocida como Coastguarder, sin embargo no pasó de proyecto.

#### Serie 2M
El último lote de 20 naves para la Fuerza Aérea India fue conocida como la Serie 2M y se caracterizó por contar con una puerta de carga más grande.  Las aeronaves militares Indias fueron modificadas posteriormente para una variedad de roles que incluían aeronaves de pruebas para un sistema de alerta temprana Airborne Early Warning acondicionando un domo de radar más grande (radome), conocida como la Plataforma de súper vigilancia aérea (ASP), proyecto que terminó de forma trágica al siniestrarse un avión resultando en la muerte de toda su tripulación.

## Operadores

### Civiles
Para agosto del 2007 un total de 59 aeronaves (todas las variantes) siguen en servicio. Los actuales operadores son:
 Bangladés
- Best Air (1)
- Bismillah Airlines (2) [S2-ADW & S2-AEE]
- Z Airways (0)

 Canadá
- Air Creebec (4)
- Air Inuit (4)
- Air North (4)
- Calm Air (6)
- First Air (3)
- Wasaya Airways (5)

 República Democrática del Congo
- International Trans Air Business (1)
- Trans Service Airlift (2)

 Comoras
- Comores Aviation (2)

 Guinea
- Guinee Air Cargo (1)

 Honduras
- Atlantic Airlines de Honduras (1)

 Indonesia
- Bali Air (4)
- Bouraq Indonesian Airlines (2)
- Merpati (2)

 Kenia
- 748 Air Service (1)
- African Commuter Services (1)

 Nepal
- Royal Nepal Airlines (1)

 Noruega
- Fred. Olsens Flyselskap (1)

 Sudáfrica
- Executive Aerospace (5)
- Stars Away Aviation (2)

 Sri Lanka
- Aero Lanka (1)

 Suecia
- West Air Sweden (1)

 Reino Unido
- Janes Aviation (2)

 Reino Unido
- Janes Aviation (2)

 Venezuela
- Aeropostal

### Militares
- Argentina (1966-1976)
- Australia (Armada)
- Bélgica
- Brasil
- Brunéi
- Colombia
- Ecuador
- India
- Nepal
- Corea del Sur
- Sri Lanka
- Tanzania
- Tailandia
- Reino Unido
- Venezuela
- Zambia

## Especificaciones

### Características generales
- Tripulación: 3
- Capacidad: 48 pasajeros
- Longitud: 20,4 m (67 ft)
- Envergadura: 31,1 m (102 ft)
- Altura: 7,6 m (24,8 ft)
- Superficie alar: 30 m² (323,2 ft²)
- Peso vacío: 16 705 kg (36 817,8 lb)
- Peso máximo al despegue: 23 133 kg (50 985,1 lb)
- Planta motriz: 2× Rolls-Royce Dart RDa.7 Mk 536-2 turbohélice.
  - Potencia: 1677 kW (2249 HP; 2280 CV) cada uno.

### Rendimiento
- Velocidad nunca excedida (Vne): 458 km/h (285 MPH; 247 kt)
- Alcance: 1456 km (786 nmi; 905 mi)
- Techo de vuelo: 7620 m (25 000 ft)

### Aeronaves similares
- CASA C-207 Azor
- Fokker F27
- NAMC YS-11
- Nord 262
- Handley Page Dart Herald
- Antonov An-24
- Breguet Br.1150 Atlantic

### Secuencias de designación
- Avro 696 Shackleton
- Avro 698 Vulcan
- Avro 707
- Avro Ashton
- Avro 748

### Listas relacionadas
- Anexo:Aviones de línea regionales